# Palacio de la Zarzuela
El Palacio de la Zarzuela es un recinto palaciego situado a las afueras de Madrid, en medio de un espacio natural conocido como Monte de El Pardo. Es la residencia privada de la familia real española así como la sede de la Casa de Su Majestad el Rey. Si bien el Palacio Real de Madrid es la residencia oficial, está reservada a actos protocolarios.
El complejo de la Zarzuela consta de dos edificios principales; un primer edificio, el propio palacio de la Zarzuela, donde tiene su residencia la madre del monarca actual, la reina doña Sofía y donde se encuentra el despacho del rey Felipe VI, y un segundo edificio, el Pabellón del Príncipe, un pequeño palacete construido en 2002 por Patrimonio Nacional para los entonces príncipes de Asturias y que hoy alberga a los reyes y sus hijas.

## El nombre de la Zarzuela
El palacio toma el nombre del vecino arroyo de la Zarzuela, y alude posiblemente a la presencia de zarzas en algún tramo del mismo. Algunos apuntan a que fue allí donde se celebraron los primeros recitales con música, como el trasunto o correlato de lo que luego sería divulgado y elaborado desde Italia como ópera. Este tipo de espectáculo se denominó zarzuela por ser la Zarzuela el lugar donde se disfrutaron las primeras representaciones del citado género musical.El hipódromo de la Zarzuela, construido en el siglo XX, debería su nombre bien al mismo arroyo o bien a la proximidad al palacio. En 1856 se inauguraría el teatro de la Zarzuela, que debe su nombre a la representación de este género.

## Construcción del palacio
En 1627 el rey Felipe IV ordenó la construcción de un pabellón de caza a modo de pequeño palacete en el Valle de la Zarzuela, cerca de Madrid. El palacio se terminó ocho años más tarde.

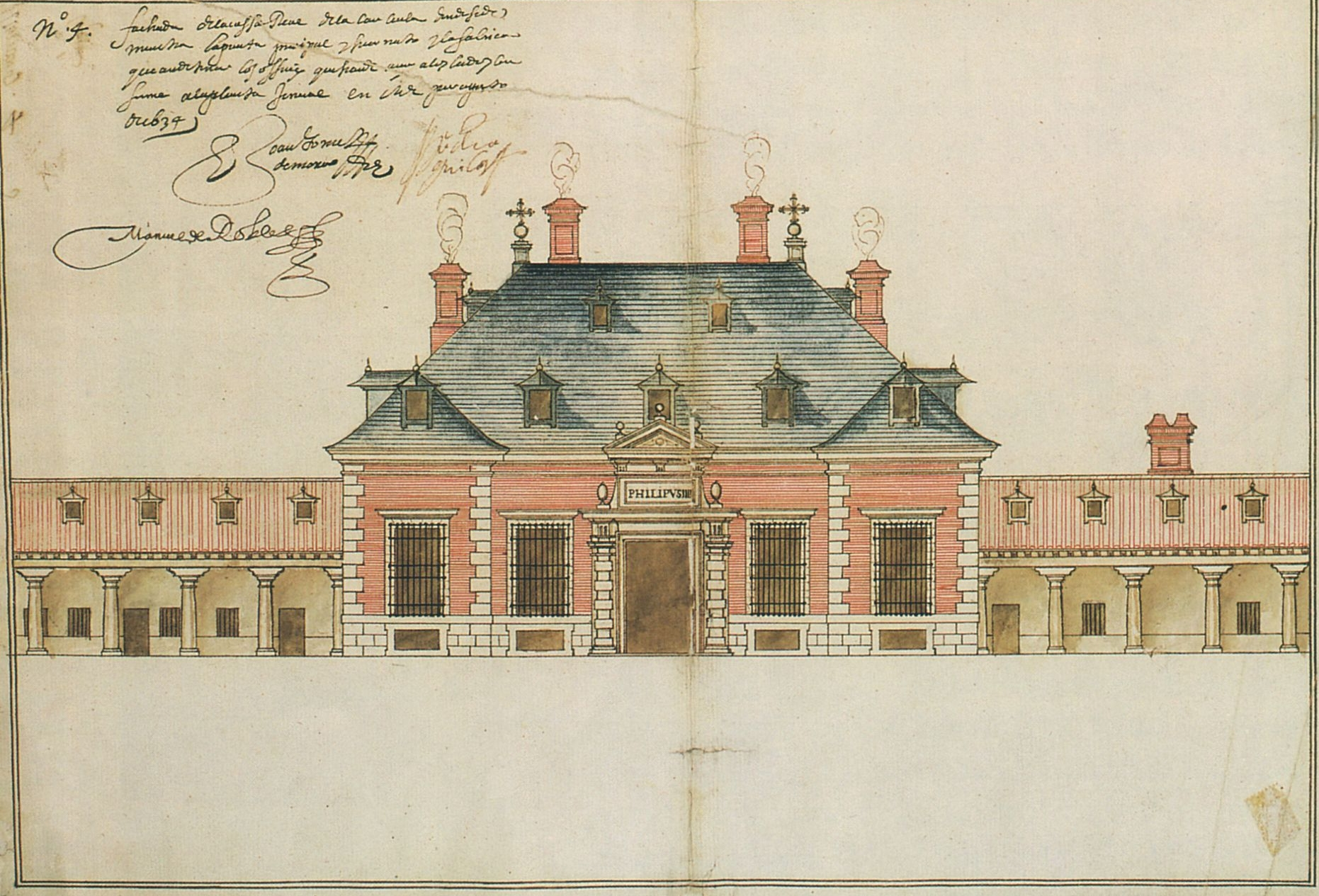
Fachada principal del palacio de la Zarzuela por Juan Gómez de Mora. (1634)

La obra le fue encargada al arquitecto Juan Gómez de Mora, que trazó el edificio con una sobria forma rectangular propia del barroco madrileño, inspirándose en las villas de Andrea Palladio. Los jardines fueron diseñados por Gaspar Bandal. Alonso Carbonell remató la obra con tejados de pizarra, galerías porticadas y un jardín italiano con fuentes escalonadas en tres terrazas, un vivero de árboles y una huerta. Las pinturas colocadas en el palacio fueron obra de Simón López y las esculturas, de Bartolomé Zumbigo.
Constaba de un edificio rectangular con techo de pizarra con dos pasillos laterales. Su interior llegó a estar ricamente decorado con pinturas de los mejores artistas de su tiempo, que posteriormente fueron trasladadas a otros palacios reales, según Antonio Ponz a finales del siglo XVIII. En este mismo momento se recoge que en el interior se guardan pinturas de Paul de Vos, algunas pinturas de la escuela de Rubens y del Bosco, así como otras obras pictóricas con temas florales y de bodegones.
Carlos IV modificó el edificio para adaptarlo al gusto del siglo XVIII, y lo adornó con tapicerías y porcelanas, así como mobiliario neoclásico y una magnífica colección de relojes. En esa época servía como residencia estacional o temporal durante las jornadas de caza que se realizaban en el monte circundante.
El edificio fue usado por Alfonso XIII como pabellón de caza. Por ello, su hijo Juan de Borbón, conde de Barcelona, visitó el palacio con frecuencia durante su infancia.
Sufrió graves daños durante la Guerra Civil. Fue reconstruido entre el 25 de marzo y el 12 de octubre de 1958 por el arquitecto Diego Méndez, quien rehabilitó el palacio existente conservando su caja primitiva y el muro porticado, recreando además los jardines diseñados en el siglo XVII, y le fue añadido un piso superior. La rehabilitación costó 40 millones de pesetas.
La residencia particular estaba en el primer piso. En 1975 le fueron agregadas al palacio un ala izquierda y un ala derecha. El ala izquierda fue realizada como la nueva residencia particular, más amplia. El ala derecha son oficinas.
Una rica fauna rodea los alrededores del palacio, enclavado en el Monte del Pardo, con abundancia de ciervos, jabalíes y gamos.

## El interior del palacio

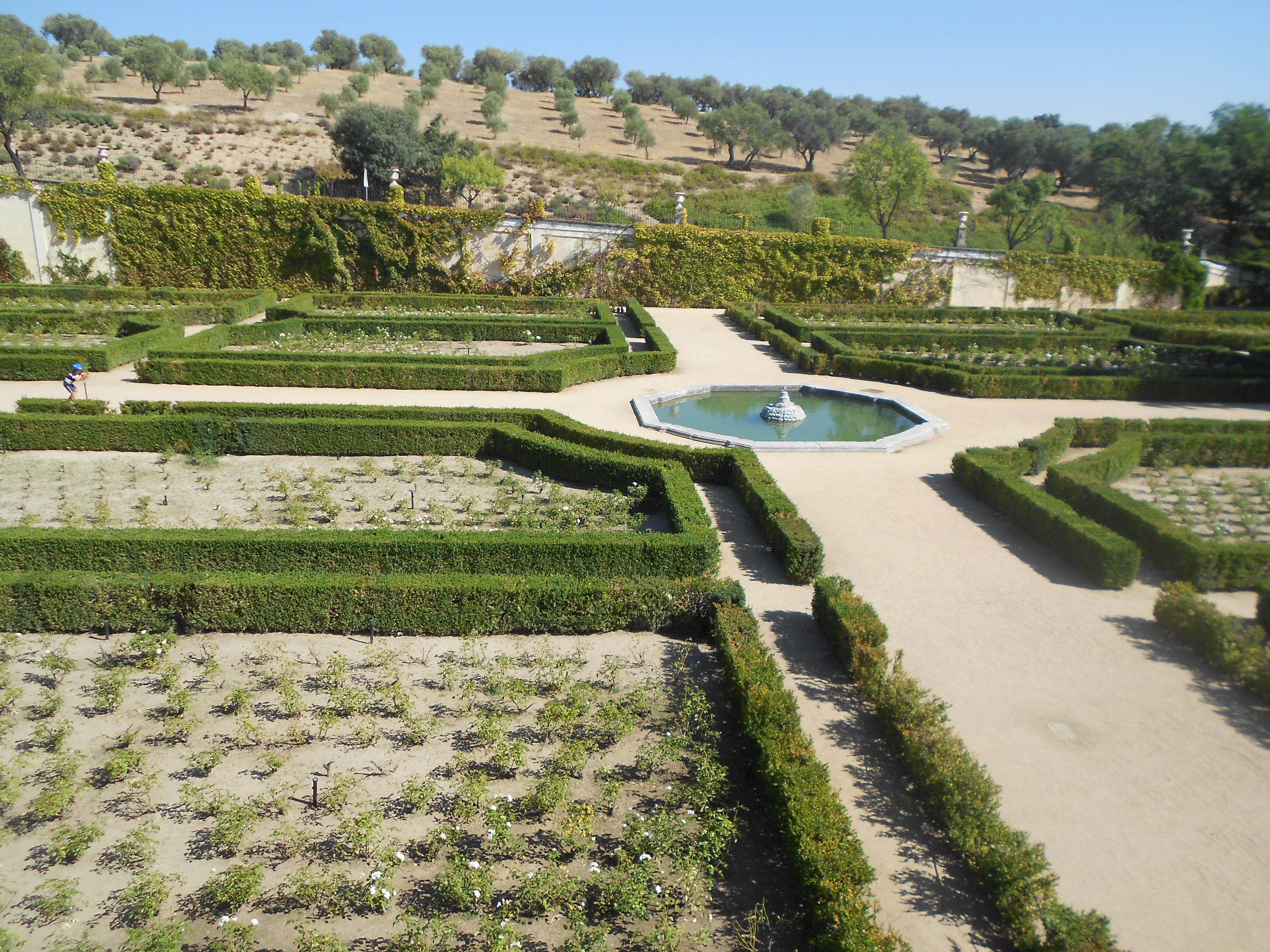
Jardines de la Zarzuela

El palacio de la Zarzuela dispone de tres plantas. La primera está ocupada por una zona de desvanes, un semisótano donde se encuentran los servicios de cocina y oficinas y un sótano. La segunda planta alberga el despacho del rey y de sus ayudantes, la biblioteca, la sala de visitas y el comedor. La tercera comprende los dormitorios, habitaciones de invitados y cuartos de estudio. En una de las dos alas construidas en los años 1990 se instalaron las habitaciones privadas de la familia real y en la otra, las oficinas y los departamentos de seguridad. El palacio posee además una pequeña ermita, una zona deportiva y un helipuerto.
El despacho del rey estuvo presidido por un retrato de Carlos III en edad adulta, y aunque fue sustituido por un retrato del infante Felipe de Parma de niño realizado por Jean Ranc, desde que Felipe VI reina, vuelve a estar presidido por el de Carlos III. El resto de la decoración mezcla obras de arte del Patrimonio Nacional con objetos personales. Su asiento es un sillón de cuero marrón y patas con ruedas.
Al entrar en el despacho se observa también el cuadro titulado El Atleta Cósmico, de Salvador Dalí. Las paredes están forradas de madera clara. En la mesa y estanterías hay varios marcos con fotografías familiares, una de ellas firmada por Juan Carlos.

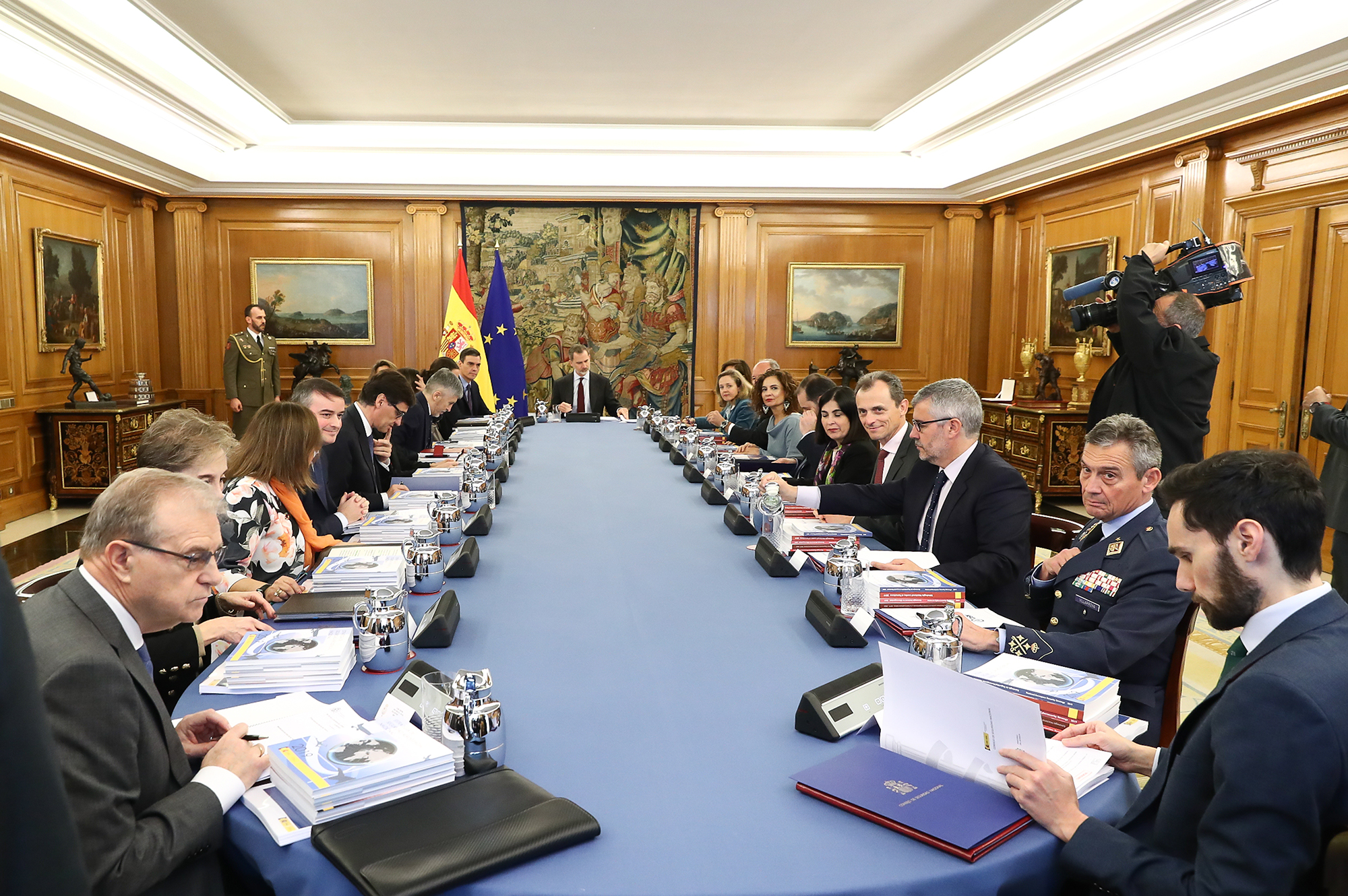
Reunión de Ministros en la Sala de Audiencias, marzo de 2020

La jura de los ministros, del presidente del Gobierno y de los magistrados del Tribunal Constitucional se realiza en la Sala de Audiencias del palacio, decorada con cuadros y tapices y también con las paredes forradas en madera de tonos claros. La ceremonia se efectúa ante una mesa con un crucifijo dorado, un ejemplar de la Constitución Española editado por las Cortes en 1980 y una Biblia de 1791 dedicada a Carlos IV abierta por el capítulo XXX sobre el voto y juramento del Libro de los Números. La Sala de Audiencias también sirve para recibir ante la prensa a invitados de España o del extranjero, aunque a veces esta recepción ante la prensa se realiza en una sala en torno a una mesilla redonda o en la propia puerta del palacio.
En el año 1999 comenzó la construcción del «Pabellón del Príncipe» a varios centenares de metros de la residencia principal. El responsable del proyecto fue Manuel del Río, director del Departamento de Arquitectura e Inmuebles del Patrimonio Nacional, y la decoración del interior la realizaron los decoradores Francisco Muñoz en la segunda planta, Patricia Sanchís en la primera y ambos con la ayuda de la firma Gastón y Daniela. El chalet posee chimenea francesa, grandes ventanales, muros entelados y estucados en liso, mármol travertino y madera de teka para los cuartos de baño y acero inoxidable para la cocina. Para su construcción, a diferencia de lo habitual en las residencias reales españolas, se ha usado teja en lugar de pizarra. El 26 de junio de 2002 el entonces príncipe Felipe inauguró su casa, en la que se invirtieron 4,23 millones de euros y que cuenta con una superficie de 3150 m².

## Residencia privada de la familia real española
A pesar de que la residencia oficial del rey es el Palacio Real de Madrid, este pequeño palacete se convirtió en la residencia de Juan Carlos de Borbón y Sofía de Grecia a partir de 1962 y con la instauración de la monarquía en 1975 ambos decidieron seguir viviendo en ese lugar junto a su familia.
De esta manera, es habitual repartir los actos oficiales entre ambas residencias, como es el caso de la entrega de las cartas credenciales de los embajadores o la entrega de condecoraciones, que suelen celebrarse en el Palacio Real de Madrid, o las recepciones de mandatarios extranjeros o juramentos de investidura de políticos nacionales, que suelen realizarse en el palacio de la Zarzuela.
Las infantas Elena, duquesa de Lugo, y Cristina abandonaron el palacio con motivo de sus respectivos matrimonios, fijando su residencia en Madrid y Barcelona, respectivamente.
Desde 1981, tras la muerte de su madre, también reside habitualmente en el palacio de la Zarzuela la princesa Irene de Grecia y Dinamarca, hermana menor de la reina Sofía.